# 卡布雷鲁斯 (布拉加)
卡布雷鲁斯（葡萄牙語：Cabreiros）是葡萄牙布拉加区的一个堂区，位於布拉加。总面积2.76平方公里，总人口1638人，人口密度593.5人/平方公里。